# Naturschutzgebiet Barschmoor
Das Naturschutzgebiet Barschmoor ist ein 33 Hektar umfassendes Naturschutzgebiet in Mecklenburg-Vorpommern, das am 21. September 1972 ausgewiesen wurde und das statistische Kennzeichen "NSG N 87" trägt. Es befindet sich nördlich von Waren im Gebiet der Gemeinde Peenehagen, nordwestlich des Dorfs Alt Schönau. Das Schutzgebiet ist Bestandteil des Naturparks Mecklenburgische Schweiz und Kummerower See.
Das Schutzziel besteht in der Erhaltung und der Pflege eines Moorkomplexes. Der Gebietszustand wird als gut eingeschätzt. Der Wasserhaushalt der Flächen wird nicht gestört. Es existieren keine öffentlichen Wege im Gebiet.
Offene Gewässerflächen finden sich im zentralen Gebietsteil. Richtung Osten schließen Feuchtbiotope an mit Torfmoosen, Rohrglanzgras und Seggenrieden. Der Fischadler nutzt die Flächen zum Nahrungserwerb. Brutvögel sind neben verschiedenen Entenarten Kranich, Waldwasserläufer, Bruchwasserläufer, Waldschnepfe, Bekassine und Zwergtaucher. Auch der Fischotter kommt hier vor.